# 圣赫勒拿岛徽
圣赫勒拿徽章是英国海外领土圣赫勒拿於1984年1月30日啟用的徽章。該徽章的上部是圣赫勒拿的國鳥圣赫勒拿鸻。2002年以前的特里斯坦达库尼亚以及2012年以前的阿森松島也是使用該徽章。 